# The Spanish Recordings: Basque Country: Biscay and Guipuzcoa
The spanish recordings: Basque Country: Biscay and Guipuzcoa es una recopilación de canciones grabadas por Alan Lomax y Jeanette Bell en el País Vasco, de la serie The spanish recordings agrupadas posteriormente como recopilación en el disco World library of folk and primitive music vol. 4: Spain con grabaciones de distintas partes de España. Tras el inicio del Macarthismo, Alan Lomax vino a Europa, donde hizo una serie de grabaciones. Durante su estancia en España estuvo en distintos sitios, entre ellos en el País Vasco, donde hizo la grabación de este disco.

## Listado de canciones
1. Jota. 2:07. Interpretado por: Arantza Goikoetxea, Andoni Goikoetxea
2. Porrusalda (Arin-Arin) (baile). 1:16. Interpretado por: Arantza Goikoetxea, Andoni Goikoetxea
3. Biribilketa (baile). 1:55. Interpretado por: Arantza Goikoetxea, Andoni Goikoetxea
4. Bartarratsian Ezkongai Nintzen (Last Night I Was a Bachelor). 1:01. Sotero Erauzkin
5. Ameriketan Ez Dakizute (In America You Don't Have). 1:51. Interpretado por: Ignacio "Basarri" Eizmendi
6. Koadrila Batzen Gara (We Get Together, Our Crowd). 1:07
7. Goizeko Ordu Bietan (At Two A.M.). 0:41
8. Txalupa Haundixe (The Big Boat). 0:26
9. Afaldurikan (Having Supper). 00:45
10. Ni Naiz Emakumea Arrain Saltzailia (I'm a Woman, a Fish Vendor). 1:12
11. Mendiko Umea Naiz (I'm a Child of the Mountain). 1:15. Simon Badiola
12. Zuek Getariarrok (You from Getaria). 2:13
13. Ikusten Degu (We See in the Morning). 1:47
14. Nere Maitia (Beloved, Awake). 2:51
15. Nagusi Jauna (Mister Landlord). 00:45
16. Ai, Ama! (Ay, Mother). 1:04
17. Hiru Lo-Kanta (Three Lullabies). 1:58
18. Udaberrian Txoriak; Irrintzi (Like the Birds in Spring). 1:42. Interpretado por: Imanol Lertxundi, Simon Badiola
19. Biluzkeria Maite Duen Batek (One Who Likes to Dress Somewhat ...). 1:24. Interpretado por: Ignacio "Basarri" Eizmendi
20. Agur Jaunak. 1:19. Interpretado por: Banda de Txistularis de Zarauz
21. Alkate Soñua. 2:05. Interpretado por: Banda de Txistularis de Zarauz
22. Aurresku . 3:10. Interpretado por: Banda de Txistularis de Zarauz
23. Fandango (baile). 2:30. Interpretado por: Banda de Txistularis de Zarauz
24. Arin-Arin (baile). 1:04. Interpretado por: Banda de Txistularis de Zarauz
25. Maritxu, Nora Zoaz? (Maritxu, Where Are You Going?). 2:28
26. Boga, Boga (Row, Row). 3:39
27. Mundu Honetan Ni Bizitzen Naiz (I've Lived in This World). 4:28. Interpretado por: Manuel "Uztapide" Olaziola, Krisostomo Itrurain
28. Ura Eta Lurra (Water and Earth). 3:57. Interpretado por: Manuel "Uztapide" Olaziola
29. Horra, Horra Gure Olentzaro (There's Our Olentzaro). 1:14
30. Abenduko Hilaren Hogeitalauean (On Christmas Eve). 00:50
31. Santa Ageda (Song for Saint Ageda). 2:25
32. Jueves Gordo, Viernes Flaco. 0:37
33. Txoriñua Kaloian (Caged Bird). 0:55. Javier Bello Portu.
34. Hemen Jendea Ondo Bizi Liteke (Here People Can Live Well). 2:22. Pedro Anaito
35. Ezpata Dantza (Sword Dance). 1:27 Interpretado por: Grupo de txistularis de San Sebastián
36. Aita San Miguel Eta Binako. 0:58. Interpretado por: Grupo de txistularis de San Sebastián
37. Makil Dantza. 00:53. Interpretado por: Grupo de txistularis de San Sebastián
38. Biribilketa Eta Irrintzi (Biribilketa With Irrintzi). 1:13. Interpretado por: Grupo de txistularis de San Sebastián